# Nicolas Philippe Xavier Spital
Nicolas Philippe Xavier Spital, né le 18 juillet 1766 à Les Grandes-Loges (Marne) et mort le 19 avril 1803 à Tiburon (Saint-Domingue), est un général de brigade de la Révolution française.

## États de service
Il entre en service le 23 avril 1786 comme fusilier dans le régiment d'Auxerrois, il devient caporal le 12 octobre 1787, sergent en décembre 1789, adjudant sous-officier au 2e bataillon de volontaires de la Marne en novembre 1791 et adjudant-major le 1er mai 1792. Il est nommé lieutenant-colonel en second dudit bataillon le 11 avril 1793, puis lieutenant-colonel le 13 septembre 1793 et chef de brigade le 1er octobre 1793, à la 171e demi-brigade de bataille.
En 1795, il sert à l’armée de l’Ouest, et il est promu général de brigade le 23 juillet 1796, à l’armée des côtes de l’Océan. Le 22 septembre 1796, il commande temporairement le département du Finistère. Le 30 janvier 1797, il est envoyé à l’armée de Sambre-et-Meuse et il se distingue le 18 avril 1797 à la bataille de Neuwied. Le 21 mars 1798, il prend le commandement de la 2e brigade de la 1re division de l’armée de Mayence, avant de rejoindre l’armée d’Angleterre le 21 août 1798, puis de commander le département des Bouches-du-Rhône le 27 novembre 1798.
Le 1er octobre 1799, il est affecté à l’armée d’Italie et participe à la défense de Gênes d’avril 1800 à mai 1800. Il est blessé le 13 mai 1800, lors d’une tentative de sortie de la place. En décembre 1800, il prend les fonctions de chef d’état-major du général Moncey, et le 23 novembre 1802, il commande le département de la Doire.
Le 25 décembre 1802, il est envoyé à Gênes pour participer à l’expédition de Saint-Domingue et meurt de la fièvre jaune à bord du navire « l’Athénaïs » en vue de Tiburon.

## Sources
1. ↑  Eglise catholique. Paroisse de La Loye (Jura), Registres paroissiaux, Filmés par la Genealogical Society of Utah, 1991 (OCLC 866002790, lire en ligne)

- (en) « Generals Who Served in the French Army during the Period 1789 - 1814: Eberle to Exelmans »
- Thierry Pouliquen, « Les généraux français et étrangers ayant servis [sic] dans la Grande Armée » (consulté le 17 février 2015)
- Arthur Chuquet, Ordres et apostilles de Napoléon (1799-1815), paris, librairie ancienne Honoré Champion, 1911, p. 171
- (pl) « Napoléon.org.pl »
- Carnet de la Sabretache, revue d’histoire militaire, volume 8, Berger-Levrault, Nancy, 1900, p. 529.
- Charles Théodore Beauvais et Vincent Parisot, Victoires, conquêtes, revers et guerres civiles des Français, depuis les Gaulois jusqu’en 1792, tome 26, C.L.F Panckoucke, janvier 1822, 414 p. (lire en ligne), p. 202.
- Georges Six, Dictionnaire biographique des généraux & amiraux français de la Révolution et de l'Empire (1792-1814), Paris : Librairie G. Saffroy, 1934, 2 vol., p. 477